# Колесницы Богов (альбом)
«Колесницы Богов» — третий студийный альбом группы The Korea, бесплатный интернет-релиз которого состоялся 15 января 2012 года; релиз на iTunes состоялся 31 января 2012. Это первый полноформатный альбом группы после изменения названия и стиля, а также первая пластинка группы, где основной вокал принадлежит не Евгению Потехину.

## История релиза
Первый сингл в поддержку альбома, «Теория хаоса», вышел вместе с клипом 19 ноября 2011. Второй клип, «Ватерлиния», был выпущен 21 апреля 2012 года.
После подписания контракта с Rogue Records America в сентябре 2012 года, альбом был перевыпущен под названием "Chariots of the Gods", с переведенными на английский язык названиями песен
"Колесницы Богов" был высоко оценен слушателями и музыкальными критиками, заняв 9 позицию в топе лучших джент-релизов 2012 года по версии тематического музыкального сайта got-djent.com, встав в один ряд с альбомами таких известных прогрессив-метал групп, как Hacktivist, Veil of Maya, Meshuggah и Periphery. В списке лучших бесплатных джент-релизов 2012 года "Колесницы Богов" занял 1 место, обогнав работы музыкантов Tesseract, Intervals и Sithu Aye.

## Список композиций
| №   | Название                                                 | Длительность |
| --- | -------------------------------------------------------- | ------------ |
| 1.  | «Кобра / Cobra»                                          | 3:45         |
| 2.  | «Ватерлиния / Waterline»                                 | 4:46         |
| 3.  | «Манускрипт / Manuscript»                                | 5:16         |
| 4.  | «Зомби / Zombie»                                         | 5:00         |
| 5.  | «Нева / Neva»                                            | 2:52         |
| 6.  | «Я понял, чего ты ждёшь / I've Got What You Waiting For» | 4:48         |
| 7.  | «Армада / Armada»                                        | 4:48         |
| 8.  | «Валгалла / Valhalla»                                    | 3:18         |
| 9.  | «Поцелуй Иуды / Judas Kiss»                              | 4:35         |
| 10. | «Теория хаоса / Chaos Theory»                            | 5:16         |
| 11. | «Дорога домой / On the Home Way»                         | 2:34         |

## Участники записи
The Korea
- Илья Санников - вокал
- Евгений Потехин - гитара, программирование, бэк-вокал, вокал в треках 3, 7, 9
- Александр Кузнецов - гитара
- Руслан Латыпов - бас-гитара
- Сергей Кузнецов - ударные

Приглашенные музыканты:
- Андрей Аверченков (ex-My Autumn) - гостевой вокал в треке 7
- Петр Косенков (Change of Loyalty) - гостевой вокал в треке 7